# Ichneumon stenocerus
Ichneumon stenocerus là một loài tò vò trong họ Ichneumonidae.